# Vrbovce
Vrbovce je naseljeno mjesto u okrugu Myjava u  Trenčínskom kraju u Slovačkoj.

## Stanovništvo
| Godina:     | 1993. | 2003.   | 2013.   | 2023.   |
| ----------- | ----- | ------- | ------- | ------- |
| Broj ljudi: | 1644  | 1584    | 1538    | 1420    |
| Razlika:    |       | -3,64 % | -2,90 % | -7,67 % |

| Godina:     | 2022. | 2023.   |
| ----------- | ----- | ------- |
| Broj ljudi: | 1413  | 1420    |
| Razlika:    |       | +0,49 % |

Prema podacima o broju stanovnika iz 2023. godine naselje je imalo 1420 stanovnika.

## Vanjske poveznice
|  | Zajednički poslužitelj ima još gradiva o temi Vrbovce |

- Službena stranica naselja (sl.)